# Уоттс, Слик
Дональд Эрл «Слик» Уоттс (англ. Donald Earl "Slick" Watts; 22 июля 1951, Роллинг-Форк, штат Миссисипи — 15 марта 2025) — американский профессиональный баскетболист.

## Карьера игрока
Играл на позиции разыгрывающего защитника. Учился в Университете Гранд-Вью и Луизианском университете Ксавьера. На драфте НБА 1973 года Уоттс не был выбран ни одной из команд, однако его двоюродный брат Билл Расселл был главным тренером и генеральным менеджером клуба «Сиэтл Суперсоникс». Расселл взял его в свою команду на пробы и вскоре клуб подписал с Уоттсом контракт на правах свободного агента. Позже выступал за команды «Нью-Орлеан Джаз» и «Хьюстон Рокетс». Всего в НБА провёл 6 сезонов. В сезоне 1975/1976 годов одновременно стал лидером регулярного чемпионата НБА по передачам и перехватам. Один раз включался в 1-ю сборную всех звёзд защиты НБА (1976). В том же году стал лауреатом приза имени Джеймса Уолтера Кеннеди. Всего за карьеру в НБА сыграл 437 игр, в которых набрал 3901 очко (в среднем 8,9 за игру), сделал 1398 подборов, 2678 передач, 961 перехват и 111 блок-шотов.
Уоттс взял себе псевдоним «Слик», потому что он был одним из первых игроков, побрившим себе голову, что в то время было достаточно необычным явлением.
Умер в марте 2025 года в возрасте 73 лет.

## Статистика

### Статистика в НБА
| Сезон                                                                                    | Команда         | Регулярный сезон | Регулярный сезон | Регулярный сезон | Регулярный сезон | Регулярный сезон | Регулярный сезон | Регулярный сезон | Регулярный сезон | Регулярный сезон | Регулярный сезон | Регулярный сезон | Серия плей-офф | Серия плей-офф | Серия плей-офф | Серия плей-офф | Серия плей-офф | Серия плей-офф | Серия плей-офф | Серия плей-офф | Серия плей-офф | Серия плей-офф | Серия плей-офф |
| Сезон                                                                                    | Команда         | GP               | GS               | MPG              | FG%              | 3P%              | FT%              | RPG              | APG              | SPG              | BPG              | PPG              | GP             | GS             | MPG            | FG%            | 3P%            | FT%            | RPG            | APG            | SPG            | BPG            | PPG            |
| ---------------------------------------------------------------------------------------- | --------------- | ---------------- | ---------------- | ---------------- | ---------------- | ---------------- | ---------------- | ---------------- | ---------------- | ---------------- | ---------------- | ---------------- | -------------- | -------------- | -------------- | -------------- | -------------- | -------------- | -------------- | -------------- | -------------- | -------------- | -------------- |
| 1973/74                                                                                  | Сиэтл           | 62               |                  | 23,0             | 38,8             |                  | 64,5             | 2,9              | 5,7              | 1,9              | 0,2              | 8,0              | Не участвовал  | Не участвовал  | Не участвовал  | Не участвовал  | Не участвовал  | Не участвовал  | Не участвовал  | Не участвовал  | Не участвовал  | Не участвовал  | Не участвовал  |
| 1974/75                                                                                  | Сиэтл           | 82               |                  | 25,1             | 42,1             |                  | 60,8             | 3,2              | 6,1              | 2,3              | 0,1              | 6,8              | 9              |                | 31,3           | 46,2           |                | 53,8           | 3,7            | 7,1            | 3,0            | 0,4            | 11,1           |
| 1975/76                                                                                  | Сиэтл           | 82               |                  | 33,9             | 42,7             |                  | 57,8             | 4,5              | 8,1              | 3,2              | 0,2              | 13,0             | 6              |                | 32,8           | 43,5           |                | 47,8           | 3,0            | 8,2            | 2,0            | 0,3            | 11,8           |
| 1976/77                                                                                  | Сиэтл           | 79               |                  | 33,3             | 42,2             |                  | 58,7             | 3,9              | 8,0              | 2,7              | 0,3              | 13,0             | Не участвовал  | Не участвовал  | Не участвовал  | Не участвовал  | Не участвовал  | Не участвовал  | Не участвовал  | Не участвовал  | Не участвовал  | Не участвовал  | Не участвовал  |
| 1977/78                                                                                  | Сиэтл           | 32               |                  | 25,3             | 40,4             |                  | 56,6             | 2,5              | 4,2              | 1,7              | 0,4              | 7,8              | Не участвовал  | Не участвовал  | Не участвовал  | Не участвовал  | Не участвовал  | Не участвовал  | Не участвовал  | Не участвовал  | Не участвовал  | Не участвовал  | Не участвовал  |
| 1977/78                                                                                  | Нью-Орлеан Джаз | 39               |                  | 19,9             | 38,1             |                  | 60,2             | 2,5              | 4,1              | 1,4              | 0,4              | 7,2              | Не участвовал  | Не участвовал  | Не участвовал  | Не участвовал  | Не участвовал  | Не участвовал  | Не участвовал  | Не участвовал  | Не участвовал  | Не участвовал  | Не участвовал  |
| 1978/79                                                                                  | Хьюстон         | 61               |                  | 17,1             | 40,5             |                  | 61,2             | 1,7              | 4,0              | 1,2              | 0,2              | 3,7              | 2              |                | 21,5           | 40,0           |                | 66,7           | 3,5            | 3,5            | 2,0            | 0,5            | 7,0            |
|                                                                                          | Всего           | 437              |                  | 26,3             | 41,3             |                  | 59,7             | 3,2              | 6,1              | 2,2              | 0,3              | 8,9              | 17             |                | 30,7           | 44,6           |                | 51,9           | 3,4            | 7,1            | 2,5            | 0,4            | 10,9           |
| Наведите курсор мыши на аббревиатуры в заголовке таблицы, чтобы прочесть их расшифровку. |                 |                  |                  |                  |                  |                  |                  |                  |                  |                  |                  |                  |                |                |                |                |                |                |                |                |                |                |                |